# シュヴァンドルフ - フルト線
シュヴァンドルフ - フルト線（ドイツ語: Bahnstrecke Schwandorf–Furth im Wald）はバイエルン州シュヴァンドルフとチェコ国境に隣接するフルト・イム・ヴァルトを結ぶ単線の幹線鉄道である。この路線はドイツとチェコの間に通行する長距離列車路線の一部であり、プラハ方面ではプルゼニ - フルト線がこの路線を継承する。

## 歴史
バイエルン東部鉄道会社（Königlich privilegierte Actiengesellschaft der bayerischen Ostbahnen, BOB）は1856年4月12日にマクシミリアン2世から建設免許を獲得した。1861年1月7日にシュヴァンドルフ - カーム間が開通されて、同年9月20日にフルト・イム・ヴァルトまで延長された。約一ヶ月後、ピルゼン - フルト間の鉄道がフルト・イム・ヴァルト駅でこの路線と連結されて、ニュルンベルク - プラハ間の鉄道連結が確立された。BOBが15年間この路線を運営した後で、バイエルン王立鉄道（K.Bay.Sts.B.）がBOBを引き受け、この路線も国有化された。1892年から1907年まで四つの分岐線は王立鉄道により次々に開通された。二つの鉄道はカーム駅で、二つの鉄道はボーデンヴェール北駅でそれぞれの方面に建設された。
2001年からレーゲンタール鉄道会社（Regentalbahn AG, RAG）がこの路線の旅客列車路線を、オーバープファルツ鉄道（Oberpfalzbahn）というブランドネームで、DBレギオとの契約により運営していた。バイエルン鉄道会社 (Bayerische Eisenbahngesellschaft) が2011年に路線運営を落札した後に、レーゲンタール鉄道はBEGとの契約により旅客列車路線を運営している。一方2008年からドナウ＝ヴルタヴァ鉄道協会（Initiative Donau-Moldau-Bahn）が結成されて、レーゲンスブルク - プルゼニ間の高速線建設を要求した。しかし高費用のためその建設計画は水泡となった。2012年にニュルンベルク - プラハ間特急列車路線が廃止されて、高速バス路線がその旅客運送を引き受けた。

## 沿線概況
列車はシュヴァンドルフ駅から出発して、クロイツベルク町の南側などシュヴァンドルフ低地帯を通過し東側に走行しながら、自動車道93号の下を横切る。この路線はヴァカースドルフ北の森から、褐炭露天掘りから生じたオーバープファルツ湖水地帯へ伸びる。過去に計画されたヴァカースドルフ燃料棒再処理施設の土地はアルテンシュヴァントに向かう線路の右にある。列車はそこから上バイエルン森の自然公園を貫通してかつての結節点ボーデンヴェール北駅に到着する。そこで廃線のボーデンヴァール - ロェツ線が分岐した。ボーデンヴェール - ニッツテーナウ線も同じくその駅から伸びて、現在では貨物列車がその鉄道を通じて走行する。
この路線は南東方向にノイボイ森を通過して、ローディング駅からカームまでレーゲン川と平行に伸びる。列車がカーム駅に至る前にカーム - ヴァルトミュンヒェン線が北東側からこの路線に合流する。この路線はカームの東側からまずコーバ川と並行しながら、カーム - ラーム線がすぐ分岐する。列車はカーム＝フルト盆地を通じて、フルト・イム・ヴァルトに至る。フルト駅は冷パストリッツ渓流と直交で設置され、乗客が森の尾根からボヘミアに接近できるようになった。

## 運行形態
- 快速列車（RE 25）: ミュンヘン - ランツフート - レーゲンスブルク - シュヴァンドルフ - カーム - フルト - ドマズリツェ - プルゼニ - プラハ。120分間隔[5]。使用車両はシーメンス製ER20機関車と様々な客車のプッシュプル列車。
- 快速列車（RE 47）: ニュルンベルク - ノイキルヒェン - アムベルク - シュヴァンドルフ - ボーデンヴェール - ローディング - カーム - フルト。1日2往復[5]。使用車両は612形気動車。
- 普通列車（RB 27）: シュヴァンドルフ - ボーデンヴェール北駅 - ローディング - カーム - コートマイスリング - アルンシュヴァング - フルト（チェスカー・クビツェ - バビロン - ドマズリツェ）。60/120分間隔[5]。使用車両はレギオシャトルRS1。